# Édith Cresson
Édith Cresson (født 27. januar 1934 i Boulogne-Billancourt) er en fransk politiker og Frankrigs hidtil eneste kvindelige premierminister (1991-1992).
Édith Cresson var medlem af Europa-Kommissionen 1995-1999. I 2006 afgjorde EF-domstolen, at Cresson i sin kommissærperiode havde gjort sig skyldig i vennetjenester, idet hun havde udnævnt en nær bekendt til medlem af sit kabinet.
Cressons korte regeringsperiode hænger givetvis blandt andet sammen med hendes udiplomatiske og klodsede sprogbrug, da hun f.eks. betegnede japanerne som "gule myrer" og hævdede at et flertal af amerikanske mænd var homoseksuelle.
| Efterfulgte: Michel Rocard | Frankrigs premierministre 1991–1992 | Efterfulgtes af: Pierre Bérégovoy |